# Simulium urubambanum
Simulium urubambanum es una especie de insecto del género Simulium, familia Simuliidae, orden Diptera.

## Distribución
Se distribuye por Perú.

## Taxonomía
Fue descrita científicamente por Enderlein, 1934. Fue publicada en Weiterer Ausbau des Systems der Simuliiden. (Dipt.). 1933: 273-292.